# Red Bull Theatre
Das Red Bull Theatre oder auch kurz Red Bull war ein Innenhof-Theater, welches im 17. Jahrhundert in Clerkenwell in London existierte. Mehr als vier Jahrzehnte lang unterhielt es Theaterpublikum aus der Londoner City und anderen Stadtteilen. Wobei der Ruf mit den Jahren eher in die Richtung grober Volksbelustigung ging. Nachdem die Londoner Theater 1642 schlossen, vermochte es das Red Bull gelegentlich weiterhin, wenn auch illegal, Theateraufführungen zu zeigen. Dies entfiel, als die Theater 1660 in Folge der Stuart-Restauration wieder öffnen durften. Es gehört zu den Mythen, dass das Theater dem Großen Brand von London zum Opfer gefallen sein soll. Wenngleich der Grund für seinen Niedergang nicht eindeutig zu benennen ist.

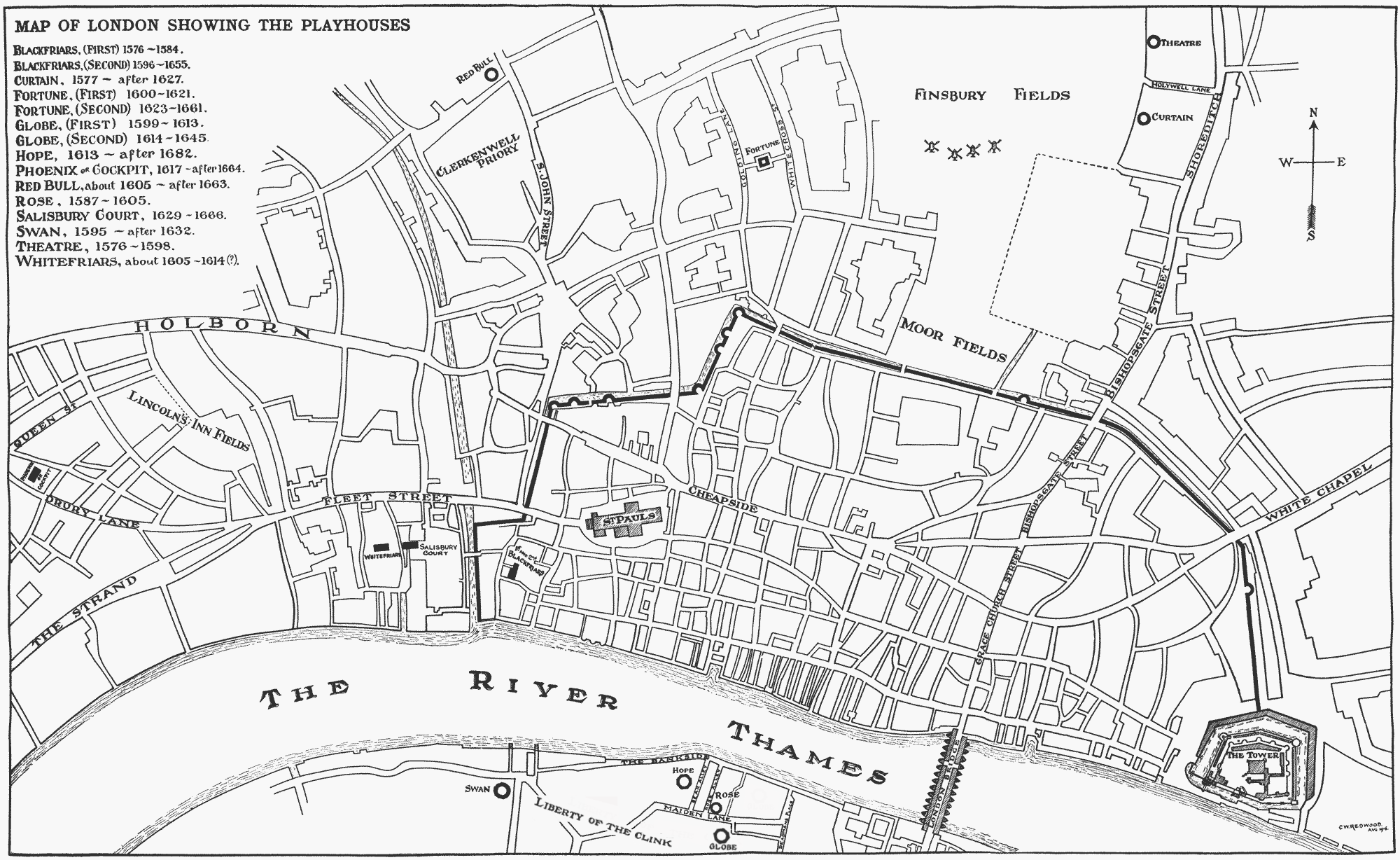
Stadtplan von London des späten 16. und frühen 17. Jahrhunderts. Das Red Bull Theatre befindet sich nordwestlich

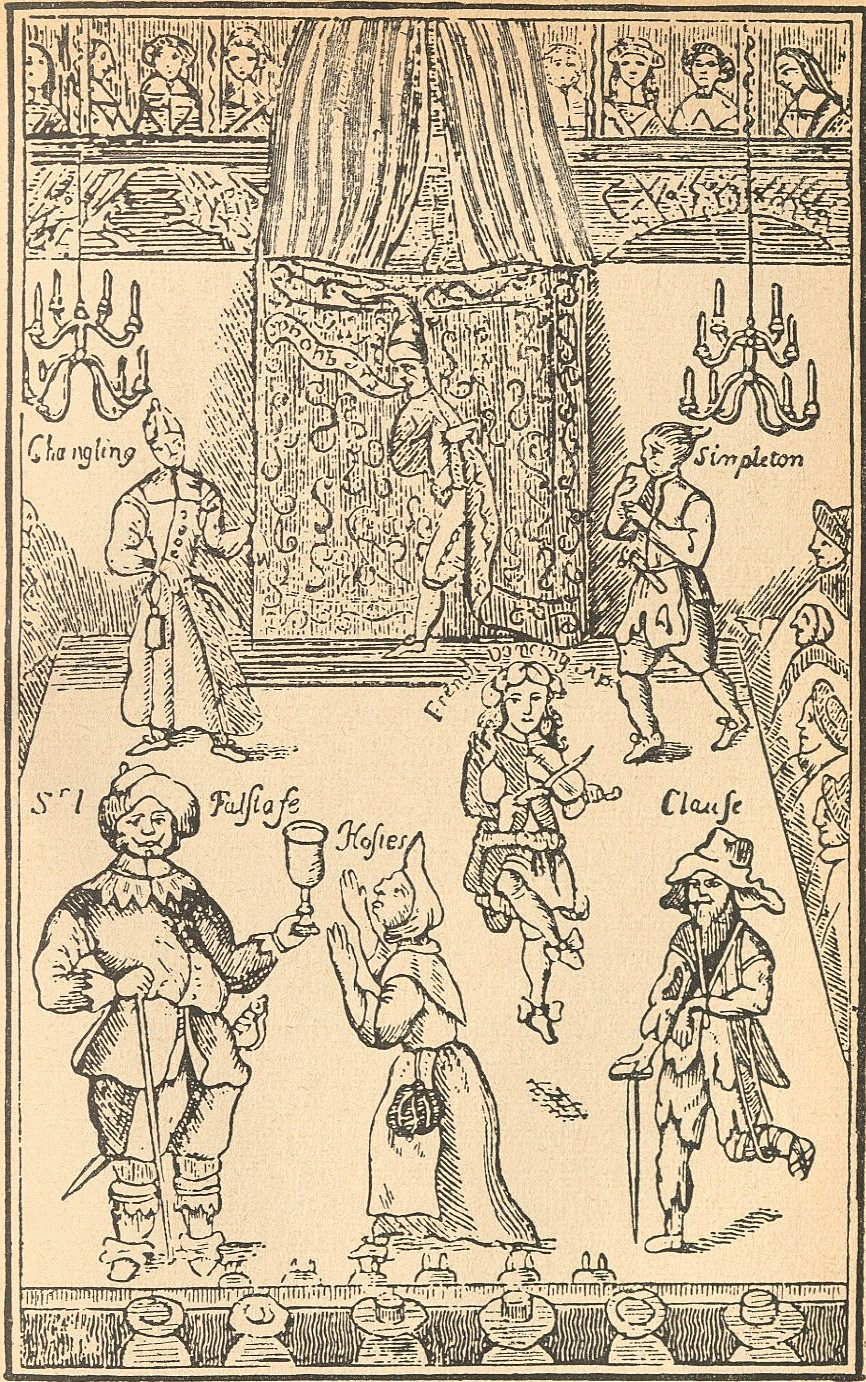
Die Charaktere aus William Shakespeares Henry IV auf der Bühne des Red Bull

## Geschichte

### Entstehung
1604/1605 reiste Ulrich von Dänemark nach London zu seiner Schwester Anna, die als Frau von Ehefrau von Jakob I. seit 1603 Königin von England, Schottland und Irland war. Sein Bestreben war es auch ein Theater zu bauen und reichte beim Privy Council um die Erlaubnis ein, ein Gebäude in Clerkenwell, welches aus einer Ansammlung von Ställen, Unterkünften und einem Innenhof bestand (möglicherweise ein Ausspann) in ein Theatergebäude umzubauen. An seiner Seite stand der Schauspieler Marin Slater (oder Slatiar), den Ulrich möglicherweise schon einige Jahre zuvor auf seinen ersten Reisen nach England und Schottland getroffen haben mochte. Das Ansinnen wurde jedoch abschlägig beschieden. Der Historiker Leeds Barroll vermutet, dass das Bauprojekt gestoppt wurde, um Ulrich eine Kränkung zuzufügen; dem widerspricht Eva Griffiths damit, dass es lediglich eine neue Bauanforderung war, die die Verwendung von Backsteinen vorschrieb.

### Queen Anne’s Men
Das Theater wurde dennoch zwei Jahre später für die Queen Anne’s Men (kurz auch Queen’s Men) fertig gestellt.
Ein Entwurf einer königlichen Lizenz (Patent) für die Queen Anne’s Company, in der der Clown Thomas Greene, welcher die Hauptrolle in dem Stück Greene’s Tu Quoque spielt, erwähnt wird, legt nahe, dass diese Truppe um 1604 gegründet wurde und das Red Bull auch zunächst für sie eingerichtet wurde.
Es ist bekannt, dass neben Greene auch Martin Slater, Aaron Holland (ein Diener des Earl of Devonshire), Thomas Swinnerton und Christopher Beeston Anteile an dem Unternehmen besaßen. Vielleicht, weil sie aus den Schwierigkeiten Philip Henslowes mit dessen kritischer Nachbarschaft gelernt hatten, suchten sie am Hofe nicht eher um eine Genehmigung für ihr Theater nach, bis sie ihr Umfeld mit einer Unterstützung der örtlichen Bedürftigen gewogen gemacht hatten.
Das Repertoire der Queen Anne’s Men beinhaltete viele Arbeiten prominenter Schriftsteller. Den größten Anteil daran hatte Thomas Heywood, der selbst auch spielendes Mitglied war. John Websters The White Devil und The Devil’s Law-case, Thomas Dekkers If This Be Not A Good Play, the Devil Is in It und John Cooke’s erfolgreiches Greene’s Tu Quoque (eigentlich The City Gallant) waren ebenfalls Bestandteil ihres Portfolios. Dazu kamen sie in Besitz von einigen älteren Stücken, darunter Christopher Marlowes Edward II. von 1590. Aufzeichnungen belegen, dass zu Jahresanfang 1612 das Publikum die Uraufführung des subtilen The White Devil lautstark missbilligt hat. In späteren Jahren war das Red Bull Theatre Schauplatz oder Ursache von Unruhen.
Zu Ende 1616 wechselten die Queen’s Men, nun unter ihrem neuen Leiter Christopher Beeston, in dessen neues Cockpit Theatre.
Damit wollte man einen ähnlichen Weg beschreiten, wie die King’s Men, welche ab 1608 das Blackfriars Theatre umbauten und erweiterten, um auch im Winter ein Theaterangebot zur Verfügung stellen zu können. Am Faschingsdienstag, dem sogenannten Shrove Tuesday, des Jahres 1617 zerstörte eine Truppe von Lehrlingen das Cockpit. Der Grund war, neben den seinerzeit üblichen Ausschreitungen an diesem Tage (vergleiche die Maikrawalle der Neuzeit), dass viele ihrer Lieblingsstücke aus dem deutlich preisgünstigeren Red Bull (Stehplatz 1 Pence) ins Cockpit (Stehplatz 6 Pence) abwanderten. Dabei wurde ein Jugendlicher getötet. Es wurde jedoch sogleich unter dem Namen Phoenix wieder aufgebaut (blieb aber im Volk weiterhin als Cockpit bekannt).
Am Red Bull wurden die Queen’s Men 1619 von den Prince Charles’s Men abgelöst, welche von dem Hope Theatre ins Red Bull wechselten. Als sich die Queen’s Men, nach dem Tode ihrer Patronin Anna, auflösten, führte dies zu einer wenig verständlichen Umbesetzung dieser Theaterkompanien. Im Niedergang der Ära Jakob I. produzierten die Gruppen noch Stücke von Dekker sowie Philip Massingers (The Virgin Martyr), Thomas Mays The Heir und Herod and Antipater von Gervase Markham und William Sampson.

### 1625 bis 1642
Nach Jakobs Tod übernahm vermutlich Karl I. die Patronage der King’s Men und die Prince Charles’s Men lösten sich auf. Von da an residierte eine weniger gut beleumundete Kompanie im Red Bull, welche vornehmlich aus Mitgliedern der ehemaligen Queen Anne’s Men bestand; Forscher nennen sie einfach die Red Bull Company, wie sie auch die Schauspieler selber so nannten, wenn sie zur Spielzeit in London zusammen kamen; wenn sie jedoch tourten nannten sie sich die King’s Players. Aufgrund eines Gesuchs von John Heminges im Jahre 1627 ordnete der zu der Zeit amtierende Master of the Revels Henry Herbert an, dass jene Truppe keine Stücke von Shakespeare mehr spielen sollte. Im November 1629 begrüßte das Theater einige französische Schauspieler, welche zuvor schon am Fortune und Blackfriars Theatre auftraten; eine zeitgenössische Notiz könnte darauf hinweisen, dass diese Truppe, bei der auch Frauen auftraten, in Clerkenwell nicht gut aufgenommen wurde.
Bis 1634 beherbergte das Red Bull eine neue Truppe, die vom noch jungen Prinz Karl I. das Patronat erhielten. Zu diesem Zeitpunkt war der Ruf des Red Bull angeschlagen. Aber die neue Theatertruppe konnte sich mit einem beliebten Komiker, Andrew Cane, brüsten und es gelang ihm auch den Zorn des Privy Council über das herabsetzende Stück The Whore New Vamped zu befrieden, in welchem ein Stadtrat namentlich verspottet sowie Beschwerde über kürzlich erhobene Steuern geführt wurde.

### Nach 1642
Das Red Bull wurde 1642 vom Commonwealth, zusammen mit allen anderen Theatern Londons, geschlossen. Allerdings focht dies die Betreiber des Red Bull nicht lange an – bereits 1648 brachten sie heimlich Fletchers Wit Without Money auf die Bühne; hierzu wurde es klandestin mit Flugzetteln beworben, welche in die Kutschen vorbeifahrender Herrschaften geworfen wurden. Es folgte ein scharfes Vorgehen gegen jegliche weitere Aufführungen durch das Parlament, die nun verstanden, was tatsächlich hinter der Werbung für „Seiltanzvorführungen“ und anderen unverfänglich klingenden Unterhaltungsangeboten in den alten Theaterhäusern stand. Am 20. Dezember 1649 wurde an dem Red Bull eine Razzia durchgeführt, eine Reihe von Schauspielern verhaftet und ihre Roben und Eigentum beschlagnahmt.
Der Red Bull ist das einzige Theater, das mit sogenannten Drolls in Verbindung gebracht wird, kurzen komödiantischen Sketchen, deren Inhalte aus den beliebtesten älteren Stücken genommen und mit Tanzeinlagen versehen wurden. Dies unterlief das strenge Theaterverbot auf zumeist legale Weise und die arbeitslos gewordenen Schauspieler konnten sich so über Wasser halten.
Im Rahmen einer solchen Performance im Jahre 1653 im Red Bull wurde Robert Cox festgesetzt. Diese wurde als ganzes Theaterstück erkannt und überschritt damit die gesetzten Linien der Regularien. Im Februar oder März 1655 haben Aufzeichnungen zufolge Sir William Davenant und Sir George Fletcher, ein späterer Politiker des englischen Unterhauses, einer Theatervorführung am Red Bull beigewohnt.
Im September 1655 fand im Red Bull eine erneute Razzia statt. Diesmal in der Folge eines strengeren Vorgehens, welches Cromwells Soldaten bereits schon veranlasste das Fortune und Blackfriars Theatre zu verwüsten. 1659 spielten der Schauspieler Michael Mohun und der zuvor auch Deutschland bereisende George Jolly unerlaubterweise auf der Bühne des Red Bull.
Nach 1660, als die Theater mit der Regierungsübernahme Karl II. und im Zuge der Stuart-Restauration wieder öffnen durften, kehrte das neue Management sogleich wieder zurück zum bewährten Konzept der theatralischen Massenunterhaltung. Samuel Pepys notierte am 23. März 1662 in sein berühmtes Tagebuch, dass er eine Neuinszenierung von William Rowley All’s Lost by Lust (aus dem Jahre 1633) dort sah. Und machte aus seiner Enttäuschung kein Hehl:

“… poorly done; and with so much disorder, among others, that in the musique-room the boy that was to sing a song, not singing it right, his master fell about his ears and beat him so, that it put the whole house in an uprore.”

„schlecht gemacht; und mit so viel Durcheinander, unter anderem dass in dem Musikraum der Junge, der ein Lied singen sollte, dies nicht richtig sang, sein Meister ihn ohrfeigte und ihn so schlug, dass es das ganze Haus in Aufruhr versetzte.“

Eine folgende Aufführung von Dr. Faustus (Christopher Marlowe) erschien ihm ebenfalls jämmerlich („wretchedly“). Danach fanden wohl keine Theateraufführungen mehr statt und William Davenant erwähnte 1663 in seinem Theaterstück Playhouse to Let, dass das Red Bull keine Mieter mehr beherberge, „dafür aber Spinnen“. Diese Botschaft erreichte sein Publikum und schon bald fanden in dem aufgegebenen Gebäude Preiskämpfe [Boxen?] und öffentliche Fechtdarbietungen statt. Um 1665 oder 1666 endete die Geschichte des Red Bull Theatres. Jedoch ist dies nicht in Verbindung zu bringen mit dem Großen Brand von London, welcher tatsächlich in einiger Entfernung südlich zum Stillstand kam.
Auf dem Gelände wurden danach neue Gebäude errichtet; die Eckpunkte des ehemaligen Red Bull lassen sich zusammen mit dem Zugangsweg zur St. John Street noch immer nahe der Woodbridge Street erahnen.

## Aussehen
Das Red Bull wurde 1605 an der St John Street in Clerkenwell errichtet, an der östlichen Seite des heutigen Hayward’s Place. Zeitgenössische Aufzeichnungen belegen, dass es von einem bäuerlichen Anwesen in einen Gasthof (Inn) umgewandelt wurde. Diese Belege zeigen eine quadratische Form, wie sie etwa auch das Fortune Theatre hatte. Der Name des Red Bull könnte mit den dort einkehrenden Viehtreibern zu tun haben, welche ihre Ware die St. John Street herunter zu den Schlachthäusern zum Smithfield Market brachten. Der Umbau wurde von Aaron Holland unternommen, Besitzer des Inn seit 1602. Hierzu nahm er auch Land her, welches er zusammen mit dem Schauspieler Martin Slater von einer Anne Bedingfeild pachtete.
Aufzeichnungen belegen, dass seine Größe der seiner Mitbewerber des Globe Theatre und der des Fortune vergleichbar war. In seinen Anfängen waren die Queen Anne’s Men noch ernstzunehmende Konkurrenten der King’s Men (die vormaligen Lord Chamberlain’s Men) und den Prince Henry’s Men waren. Der Theaterkritiker W. J. Lawrence (1862–1940) behauptete, dass das Theater in den frühen 1620er Jahren überdacht gewesen sein könnte. Dies wurde jedoch von Leslie Hotson und G. E. Bentley energisch bestritten. Das Red Bull war sehr wahrscheinlich vergleichbar zu den anderen, konkurrierenden Theatern. Es war nicht überdacht und besaß eine in den Zuschauerraum hineinragende Bühne ohne Vorhänge. Im Hintergrund befand sich der Künstlerbereich und darüber ein bespielbarer Balkon. Gleich davor und daneben der Platz für die preiswerten Stehplätze, der sogenannte Pit, und an den übrigen drei Seiten befanden sich die Galerien. Das Red Bull könnte eine größere Zuschaueranzahl aufgenommen haben, als das Globe mit seinen 3.000 Plätzen.

## Weiteres
Das Red Bull Theater in New York City entlehnte seinen Namen vom originalen Red Bull Theatre.